# Universidade de Notre Dame Austrália
A Universidade de Notre Dame Austrália (em inglês: University of Notre Dame Australia) é uma universidade da Austrália. Foi fundada em 1989.